# Cepolinae
Cepolinae è una sottofamiglia di pesci teleostei.

## Generi
- Acanthocepola Bleeker, 1874
- Cepola Linnaeus, 1764